# Ionacanthus calcaratus
Ionacanthus calcaratus är en akantusväxtart som beskrevs av Raymond Benoist. Ionacanthus calcaratus ingår i släktet Ionacanthus och familjen akantusväxter. Inga underarter finns listade i Catalogue of Life.